# Pas (unité)
Pour les articles homonymes, voir Pas et Double pas (homonymie).
Sont traduites par pas d'anciennes unités de longueur, qui correspondent soit à la distance parcourue en une enjambée (pas simple), soit à la distance parcourue en deux enjambées (avec retour sur le même pied, double pas).
Aux différentes évaluations du pas simple, souvent dépendant de l'évaluation locale du pied, correspondent les différentes longueurs du mille (unité) dans le rapport de 1000 pas pour un mille.

## Mesures dupasselon quelques époques ou pays
- Dans la Rome antique, 
  - le passus des Romains, que l'on traduit par pas, est en fait un double pas, deux enjambées, soit environ 148 centimètres (voir Unités de mesure romaines) ;
  - l'unité correspondant à une seule enjambée, ou pas simple, est nommée gradus, que l'on traduit par degré ou grade (voir Unités de mesure romaines) ;
  - le mille romain est de mille pas romains, soit environ 1482 mètres.
- Dans la Grèce antique, le pas simple, bêma haploïn (βημα απλουν), est d'une enjambée, le double pas, bêma diploïn (βημα διπλουν), de deux enjambées[2].
- En France avant le système métrique, il y avait, selon Zupko[3], trois pas différents : 
  - le pas commun ou pas ordinaire de 2,5 pieds (0,812 m) ;
  - le pas militaire de 2 pieds (0,650 m) ;
  - le pas géométrique ou pas allemand ou grand pas de 2 pas communs ou 5 pieds (1,624) :
  - en outre, multiples évaluations en province, par exemple en Bourgogne où on se servait du pas de 3 pieds-de-roi (0,9745 m)[3].
- En Angleterre où il est encore d'usage, le pace fait 2,5 feet ou 30 inch (0,762 m).
- En Italie, multiples passo de longueur variable selon les villes[4].